# Theresa Amerley Tagoe

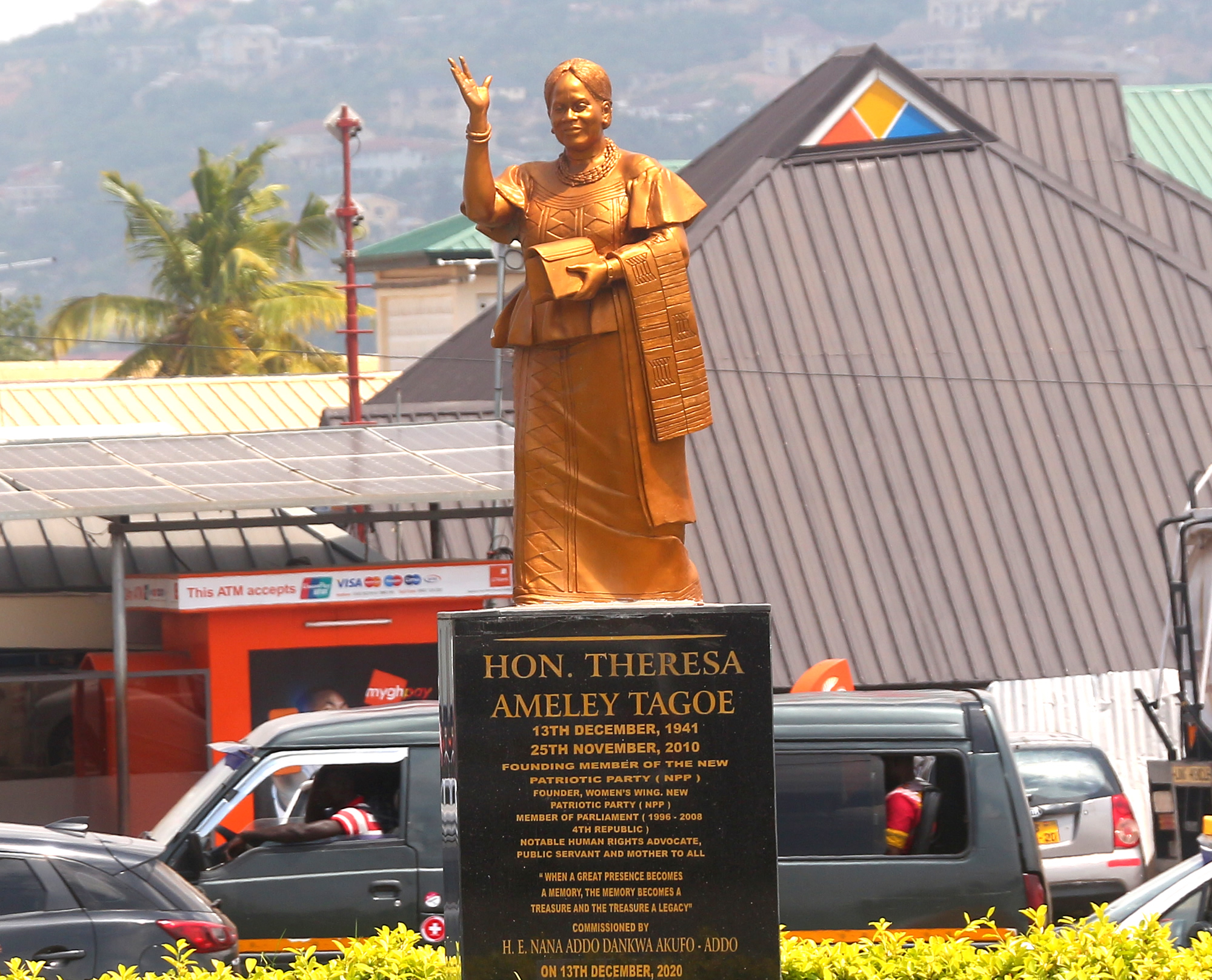
Statue von Theresa Amerley Tagoe (2021)

Theresa Amerley Tagoe (* 13. Dezember 1943; † 25. November 2010) war eine führende Politikerin im westafrikanischen Staat Ghana. Tagoe war Vizeregionalministerin der Greater Accra Region in der Regierung von Präsident John Agyekum Kufuor.
Tagoe war Mitglied der New Patriotic Party (NPP) und von 1997 bis 2008 Mitglied des ghanaischen Parlaments für den Wahlkreis Ayawaso Central in der Greater Accra Region.  
Zwischen 2003 und 2005 war sie Vizeministerium für Land, Wälder und Minen (Deputy Minister of Lands, Forestry and Mines). Zuvor bis März 2003 war Tagoe Vizeministerin für Arbeit und Wohnungswesen (Deputy Minister of Works and Housing). Im März 1999 war Tagoe Mitglied der ghanaischen Delegation bei der 32 Sitzung der UN-Kommission für Bevölkerung und Entwicklung (UN Commission on Population and Development).